# Beat It
«Beat It» (en español: «Vete») es una canción escrita e interpretada por el artista estadounidense Michael Jackson, quien se inspiró en una visita que hizo a una guardería de Trenton-Nueva Jersey, con el solo de guitarra original retocado por Eddie Van Halen y producida por Quincy Jones (con la coproducción del propio Jackson) para su sexto álbum como solista, Thriller (1982). Fue la tercera canción del álbum lanzada como sencillo, siguiendo a «The Girl Is Mine» (un dueto con Paul McCartney) y «Billie Jean».
«Beat It» ganó dos premios Grammy en las categorías de grabación del año y mejor interpretación vocal de rock masculina. Destaca la participación de los guitarristas Steve Lukather y Eddie Van Halen; este último retocó la composición original de Jackson antes de la grabación de la canción, dando este último su beneplácito, de modo que la versión finalmente grabada y conocida es la que contiene los arreglos del guitarrista. También fue nominada a canción del año junto con «Billie Jean» del mismo Jackson. La revista Rolling Stone la clasificó en el puesto 337 en su lista de las 500 mejores canciones de todos los tiempos y en el puesto 185 de la actualización del 2021. El 13 de marzo de 2006, «Beat It» fue relanzada como sencillo en el Reino Unido como parte de la colección Visionary - The Video Singles.
En 2008, el grupo Fall Out Boy realizó una versión de la canción con la ayuda de John Mayer. El mismo año, una remezcla de la canción a dueto con Fergie titulada «Beat It 2008 with Fergie» fue lanzada en la edición conmemorativa de los 25 años del álbum Thriller.

## Historia
En los años que precedían directamente a esta canción, Jackson había compuesto ya varias de sus canciones. Su álbum Off the Wall, lanzado en 1979 y producido por Quincy Jones, incorporaba dos de sus composiciones: "Don't Stop 'Til You Get Enough" y "Working Day and Night", así como un tercero coescrito con Louis Johnson, "Get on the Floor". En muchos aspectos, el álbum Off the Wall sirvió como aviso de todo lo que estaba por venir. Jackson había causado sensación en un sector de la población que escuchaba R&B y también en parte de la población general, con su rock, sus bailes y sus puestas en escena.
Con Thriller, Jackson y Jones intentaron sobrepasar esta hazaña. Una de sus ambiciones era incluir una canción rock en el álbum nuevo.
Empezando directamente con un gong reconocible (de un synclavier), que rápidamente se transforma en un igualmente reconocible ritmo de batería, que acaba con un riff de guitarra. La letra de “Beat it” es una advertencia para evitar la lucha y la violencia a toda costa, especialmente cuando parece que es el honor lo que está en juego. (““Showin' how funky strong is your fight”, “Enséñales lo fuerte que es tu lucha”) y Jackson lo canta poderosamente, cerca del límite de su registro.
Eddie Van Halen, de la banda de hard rock Van Halen realizó un solo de guitarra eléctrica en la zona media de la canción. Según Jones, cuando entró en contacto con el guitarrista para aparecer en la canción, Van Halen no creyó que Jones era quien él dijo que era, ni tampoco creyó que la oferta fuese verdad. Sin embargo, Van Halen proporcionó el elemento que distinguiría la canción sobre otras de Jackson hasta la fecha. 
Van Halen no solicitó pago alguno por su aparición. Grabó su parte mientras que Jackson estaba grabando otros fragmentos de “Billie Jean”. Según una historia, un técnico que no sabía que Van Halen comenzaba una toma golpeó una puerta en el estudio. Después de escuchar la toma se decidió, de común acuerdo, dejar ese error dentro de la canción; los golpes en la puerta son claramente audibles apenas antes del lanzamiento del solo de guitarra de Van Halen. Según otra historia, la sesión fue corta; Van Halen entró en el estudio e hizo apenas dos tomas para el solo.

## Video musical

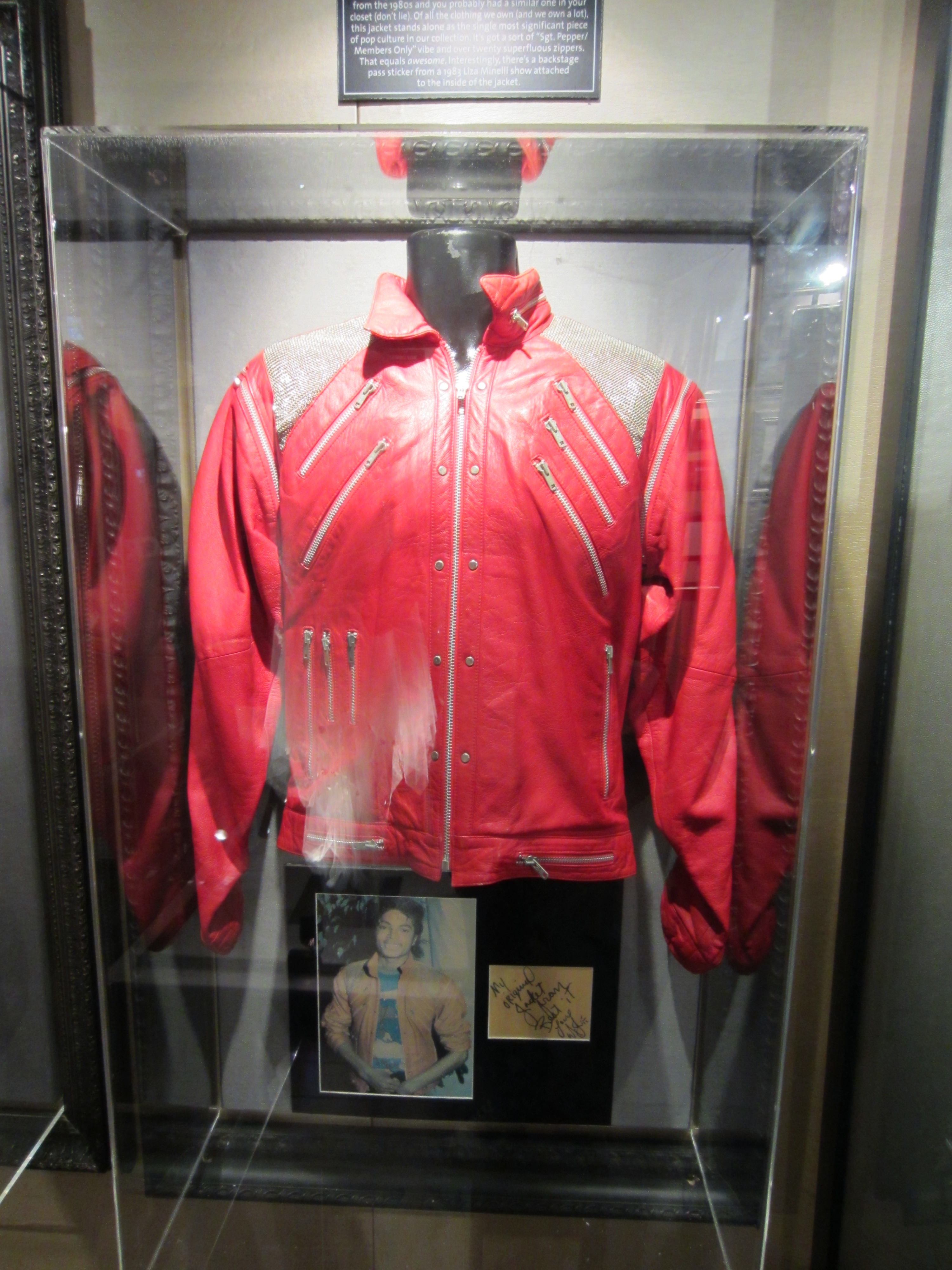
Chaqueta usada por Michael Jackson en el video Beat It expuesta en el Hard Rock café en Miami.

El videoclip de "Beat it", dirigido por Bob Giraldi y coreografiado por Michael Peters, que cuenta con algunos de los mejores movimientos de baile de Jackson, se ha convertido en un clásico del vídeo rock. Famoso por su coreografía grupal sincronizada contó con la presencia de gente perteneciente a bandas de verdad y 18 bailarines profesionales. Inspirado en el musical de Broadway West Side Story, el video costó a Jackson 150 000 dólares después de que la CBS rechazara financiárselo.
El video comienza con los miembros de dos bandas corriendo la voz para reunirse y pelear entre ellos. Jackson, recostado en su cama, habla sobre lo absurdo de la violencia. Conforme los dos bandos se acercan más y más al lugar del enfrentamiento Jackson sale de su cama y vestido con una cazadora de cuero rojo se dirige también al mismo lugar. Él interrumpe la pelea entre los jefes rivales y todos juntos bailan una coreografía entendiendo que con la violencia no se llega a ningún sitio. Como nota curiosa sobre este videoclip, se puede notar que existe un "blooper" o error coreográfico no percibido por la producción, específicamente se da a los 4:30 minutos del video y en él básicamente Michael le da un pisotón al líder de la banda que usa indumentaria de color blanco. Este hecho se puede notar inclusive en la restauración digital del videoclip hecha por VEVO en You Tube.
Si el videoclip de "Billie Jean" reveló por primera vez los talentos de baile de Jackson a un público rock, el video de "Beat It" estableció a Jackson como un talento superior. El video tuvo buena crítica y recibió numerosos premios y menciones de los American Music Awards, Black Gold Award, Billboard Video Awards, etc.

## Posiciones

### Gráfica Semanal
| Gráfica (1983)                              | Pico de posición |
| ------------------------------------------- | ---------------- |
| Australia (Kent Music Report)               | 2                |
| Austria (Ö3 Austria Top 40)                 | 6                |
| Bélgica (Flandes) (Ultratop 50)             | 1                |
| Canadá (RPM Top Singles)                    | 1                |
| Europa (Eurochart Hot 100)                  | 1                |
| Finlandia (Suomen virallinen singlelista)   | 12               |
| Finlandia Jukebox (Suomen virallinen lista) | 10               |
| Francia (IFOP)                              | 2                |
| Alemania (Offizielle Deutsche Charts)       | 2                |
| Irlanda (IRMA)                              | 2                |
| Italia (Musica e Dischi)                    | 16               |
| Países Bajos (Dutch Top 40)                 | 1                |
| Países Bajos (Mega Single Top 100)          | 1                |
| Nueva Zelanda (Recorded Music NZ)           | 1                |
| Noruega (VG-lista)                          | 8                |
| South Africa (Springbok Radio)              | 8                |
| Suecia (Sverigetopplistan)                  | 19               |
| Suiza (Schweizer Hitparade)                 | 2                |
| Reino Unido (UK Singles Chart)              | 3                |
| USA Billboard Hot 100                       | 1                |
| USA Billboard Hot Black Singles             | 1                |
| USA Billboard Mainstream Rock               | 14               |
| USA Cash Box                                | 1                |

| Gráfica (2006)                     | Pico de posición |
| ---------------------------------- | ---------------- |
| Francia (SNEP)                     | 47               |
| Irlanda (IRMA)                     | 15               |
| Italia (FIMI)                      | 12               |
| Países Bajos (Mega Single Top 100) | 27               |
| Reino Unido (UK Singles Chart)     | 15               |
| España (Top 100 Canciones)         | 1                |

| Gráfica (2008)          | Pico de posiciones |
| ----------------------- | ------------------ |
| Dinamarca (Tracklisten) | 31                 |
| Noruega (VG-lista)      | 11                 |

| Chart (2009)                          | Peak position |
| ------------------------------------- | ------------- |
| Australia (ARIA)                      | 17            |
| Canadá (Hot Canadian Digital Singles) | 11            |
| Dinamarca (Tracklisten)               | 16            |
| Europa (Eurochart Hot 100 Singles)    | 17            |
| España (Top 100 Canciones)            | 15            |
| Finlandia (OFC)                       | 12            |
| Francia (SNEP)                        | 4             |
| Italia (FIMI)                         | 12            |
| Nueva Zelanda (Recorded Music NZ)     | 24            |
| Noruega (VG-lista)                    | 8             |
| Países Bajos (Mega Single Top 100)    | 7             |
| Suecia (Sverigetopplistan)            | 37            |
| Suiza (Schweizer Hitparade)           | 5             |
| Turquía (Türkiye Top 20)              | 14            |
| Reino Unido (UK Singles Chart)        | 19            |
| US Billboard Hot Digital Songs        | 7             |

| Gráfica(2010)              | Pico de posiciones |
| -------------------------- | ------------------ |
| Suecia (Sverigetopplistan) | 50                 |

| Gráfica (2012)                | Pico de posición |
| ----------------------------- | ---------------- |
| Francia (SNEP)                | 135              |
| Japón (Japan Hot 100 Singles) | 96               |

| Gráfica(2022)                    | Pico de posición |
| -------------------------------- | ---------------- |
| Polonia (Polish Airplay Top 100) | 67               |

## Versiones

### Fall Out Boy
La banda estadounidense Fall Out Boy, hizo una versión de la canción incluida en su álbum Folie à Deux. El video muestra a la banda caminando por una especie de barrio chino con jóvenes, personas y guardias haciendo pasos de Michael Jackson, al final muestran a la banda peleando con unos zumos que cuando los botan al suelo hacen el famoso paso de «Thriller», también muestran a personas vestidas con trajes de kárate, pero en vez de practicar dicho arte, bailan. En el año 2009, el legendario grupo Metallica realizó el intro de la canción en un concierto en Sonisphere, en Alemania y el líder James Hetfield reconoció la influencia que fue una parte de esa canción para el guitarrista Kirk Hammett.
También la banda americana de post-hardcore, Pierce the Veil hizo un cover de la canción en 2007 que fue lanzado en su álbum de 2010 Selfish Machines en su edición deluxe

## En la cultura popular
- La canción fue usada para la película Regreso al Futuro 2 en la escena en la que Marty McFly esta en el «Cafe de los 80».[47]